# Kure
Kure (呉市?, Kure-shi) è una città giapponese della prefettura di Hiroshima. Al 1º maggio 2015 la città ha una popolazione stimata di 228 030 abitanti.

## Cultura

### Musei
Inaugurato nel 2007, è presente in città un museo, il JMSDF Kure Museum, dedicato al Kaijō Jieitai, la forza di difesa marittima del Giappone.

## Amministrazione

### Gemellaggi
Kure è gemellata con:
- Bremerton